# Reinoud I van Thouars
Reinoud (Renaud of Regnault) I van Thouars (na 1196 - 1269) was een zoon van Gwijde I van Thouars en Adelheid (Alix) de Mauléon en tevens kleinzoon van Saverik I van Mauléon.
Hij volgde zijn broer Aimery IX van Thouars op als burggraaf van Thouars. In 1260 aarzelde Alfons van Poitiers niet om het burggraafschap te vallen en in zijn eigen voordeel uit te buiten. Reinoud I had in feite ook niet de middelen om de hoge successierechten te betalen: hij zou over een periode van 8 jaar 800 pond per jaar hebben moeten betalen. Na de dood van Reinoud in 1269 maakte Alfons van Poitiers gebruik van zijn recht op terugkoop in het kader van de nalatenschap om nog een jaar van het gebruik van het burggraafschap te kunnen genieten. Alfons benoemde Robert van Espinel tot kastelijn van Thouars.
Hij trouwde met Eleonora van Nesle-Soissons, dochter van Jan II van Soissons, bijgenaamd de Stotteraar, en vrouwe Maria van Chimay en Thours. Zij hadden één zoon:
- Hugo van Thouars, heer van Pouzages en Tiffauges, rond 1318 overleden.

## Referentie
- Dit artikel of een eerdere versie ervan is een (gedeeltelijke) vertaling van het artikel Renaud Ier de Thouars op de Franstalige Wikipedia, dat onder de licentie Creative Commons Naamsvermelding/Gelijk delen valt. Zie de bewerkingsgeschiedenis aldaar.